# Elitserien i ishockey (1927–1935)
Elitserien i ishockey var den högsta serien inom ishockeyn i Sverige åren 1927–1935. Vid tillkomsten flyttades de fyra främsta lagen från den gamla högstaserien Klass I för att spela en dubbelserie. Tidigare hade högsta serien spelats som en enkelserie där lagen bara mötte varandra en gång var. Säsongerna 1929/30 och 1930/31 kunde man inte genomföra dubbelserien p.g.a. milda vintrar men i december 1931 invigdes Lindarängens ispalats som kom att förändra förutsättningarna för hockeyn till det bättre och de återstående säsongerna kunde hela säsongen genomföras. Första säsongen deltog endast fyra lag vilket ökades till sex säsongen därpå. Till säsongen 1930/31 ökades antalet lag tillfälligt till sju och säsongen därpå till åtta. De flesta säsonger tillämpades nedflyttning till Klass I ett eller två lag som placerat sig sist i serien. Till och med 1933 avgjorde serien även distriktsmästerskapet för Stockholm.

## Deltagande lag och resultat
| Lag                  | 27/28 | 28/29 | 29/30 | 30/31 | 31/32 | 32/33 | 33/34 | 34/35 |
| -------------------- | ----- | ----- | ----- | ----- | ----- | ----- | ----- | ----- |
| AIK                  |       |       |       | 5     | 1     | 2     | 2     | 2     |
| Djurgårdens IF       |       | 3     | 3     | 6     | 5     | 4     | 8     |       |
| Hammarby IF          | 3     | 5     | 4     | 3     | 2     | 1     | 1     | 1     |
| IFK Stockholm        |       |       |       |       |       |       | 7     |       |
| IK Göta              | 1     | 1     | 1     | 2     | 4     | 3     | 5     | 3     |
| IK Hermes            |       |       |       |       | 6     | 8     |       | 5     |
| Karlbergs BK         |       | 4     | 6     | 7     | 7     |       |       | 6     |
| Lidingö IF           | 4     | 6     |       |       |       |       |       |       |
| Nacka SK             |       |       | 5     | 4     | 8     |       | 6     | 7     |
| Södertälje SK        | 2     | 2     | 2     | 1     | 3     | 5     | 3     | 4     |
| Tranebergs IF        |       |       |       |       |       | 7     |       |       |
| UoIF Matteuspojkarna |       |       |       |       |       | 6     | 4     | 8     |

| Förklaring   |
| ------------ |
| Seriesegrare |
| nerflyttning |